# Canale emissario del Lago di Burano
Il canale emissario del Lago di Burano è un canale di circa 30 km disposto da ovest a est a cavallo tra la Maremma grossetana e la Maremma laziale.
Il canale ha una doppia origine dal lago di Burano e drena la pianura costiera. Il tratto occidentale scorre parallelamente alle spiagge ferrifere, tra la sponda occidentale del lago e la Tagliata Etrusca, presso la quale sfocia nel mar Tirreno.
Il tratto orientale ha origine dalla sponda orientale del lago di Burano, scorre parallelamente alla linea di costa a poche centinaia di metri di distanza da questa e sfocia nel fiume Chiarone poco prima della sua foce lungo il confine tra Toscana e Lazio.